# Konakoğlu, Ceyhan
Konakoğlu là một xã thuộc huyện Ceyhan, tỉnh Adana, Thổ Nhĩ Kỳ.